# 関東大学女子バスケットボール連盟
関東大学女子バスケットボール連盟（かんとうだいがくじょしバスケットボールれんめい）は、関東地区の1都7県に所在する大学女子バスケットボール部により構成された競技運営団体である。

## 歴史
1951年に第1回関東大学女子バスケットボールリーグ戦を開催。

## 主な大会

### リーグ戦
- 4部制。2部B以上は2回戦総当り方式、3部は2ステージ制、4部は1回戦総当りの後、上位チームによる順位決定戦を行う。入れ替え戦あり。
- 全日本大学バスケットボール選手権大会（全日本インカレ）の予選も兼ねる。
- 戦後には2シーズン制や2リーグ制も導入されていた。

### 選手権大会
- 1967年より開催されているトーナメント戦。通称関東インカレ。後援は中日新聞東京本社（東京新聞・東京中日スポーツ）。

### 東京六大学対抗戦
- いわゆる「東京六大学」によるリーグ戦。明治大学、立教大学、早稲田大学、慶應義塾大学、法政大学、東京大学が参加。

## 参加校（2019年）
順不同

### 1部
- 専修大学
- 早稲田大学バスケットボール部ビッグベアーズ
- 筑波大学
- 白鷗大学女子バスケットボール部
- 拓殖大学
- 松蔭大学女子バスケットボール部
- 東京医療保健大学女子バスケットボール部
- 桐蔭横浜大学

### 2部Aブロック
- 江戸川大学
- 山梨学院大学
- 日本女子体育大学
- 共栄大学
- 日本体育大学フェニックス
- 順天堂大学
- 日本大学
- 立教大学体育会バスケットボール部

### 2部Bブロック
- 玉川大学
- 東京女子体育大学
- 明治大学
- 関東学園大学
- 青山学院大学
- 大東文化大学
- 明治学院大学
- 東洋大学

### 3部
- 国士舘大学バイキングス
- 流通経済大学
- 慶應義塾體育會バスケットボール部ユニコーンズ
- 学習院大学
- 国際武道大学
- 千葉大学
- 帝京大学
- 都留文科大学
- 文教大学
- 茨城大学
- 桜美林大学
- 大妻女子大学
- 國學院大學
- 法政大学オレンジウィッチズ
- 神奈川大学
- 東海大学
- 関東学院大学
- 東京学芸大学
- 武蔵丘短期大学
- 立正大学
- 聖徳大学
- 了徳寺大学

### 4部
- 杉野服飾大学
- 群馬大学
- 実践女子大学
- 上智大学
- 獨協大学
- 茨城県立医療大学
- 東京外国語大学
- 成城大学
- 東京国際大学
- 相模女子大学
- 淑徳大学
- 東京家政大学
- 横浜市立大学
- 川村学園女子大学
- 東京女子大学
- 青山学院女子短期大学
- 昭和女子大学
- 神田外語大学
- 十文字学園女子大学
- 東京大学運動会籠球部レンジャース
- 国際基督教大学
- 日本女子大学
- 首都大学東京
- 武蔵大学
- お茶の水女子大学
- 芝浦工業大学
- 明星大学
- 朝鮮大学校
- 鶴見大学
- 共立女子大学
- 埼玉大学
- 和洋女子大学
- 埼玉県立大学
- 聖心女子大学